# Надорп, Франц
Франц Иоганн Генрих Надорп (нем. Franz Johann Heinrich Nadorp; 23 июня 1794, Анхольт — 17 сентября 1876, Рим) — немецкий живописец, многие годы жил и работал в Италии, в Риме.

## Биография
Франц Иоганн Надорп Франц происходил из давней семьи художников Анхольта, иммигрировавшей из Нидерландов. Он был единственным сыном Иоганна Теодора Надорпа и Гертруды Анны Штруф. Его дедом был скульптор Иоганн Франц Надорп, прадедом — живописец Иоганн Теодор Надорп.
После обучения в городской гимназии Анхольта с двадцати лет занимался в Академии изящных искусств в Праге по стипендии своего учителя, князя Константина Сальм-Сальмского, где обучался на исторического живописца у Йозефа Берглера. Надорп был любимым учеником Берглера. В 1822 году он получил золотую медаль Пражской академии. Ездил с учебными поездками в Вену и Дрезден. Когда в 1826 году его наставник умер, Надорп покинул Прагу и вернулся в 1827 году в свой родной Анхольт.
Однако осенью того же года Надорп сопровождал принца Франца-Иосифа Сальм-Сальмского (1801—1842) в его Гран-туре по Риму. Город Рим в то время привлекал многих немецких художников, таких как Петер фон Корнелиус, Иоганн Фридрих Овербек и Юлиус Шнорр фон Карольсфельд. Надорп стал членом группы немецких художников, называемых назарейцами. Он был одним из основателей Римского союза художников (1829) и Общества немецких художников Понте-Молле (1845). 1840—1850 годы были для художника одними из самых плодотворных.
В то время Надорп познакомился с королём Баварии Людвигом I Баварским, и они подружились. В 1859 году Надорп был принят королём Фридрихом Вильгельмом IV Прусским, и это дало ему первый правительственный заказ. За полвека работы Надорп покидал Рим лишь изредка. Однако в Риме он бедствовал; чтобы прокормить себя, работал учителем рисования в богатых семьях.
В 1862 году он вернулся в родной город на короткое время. Для своей крестильной церкви Святого Панкратия он создал алтарную картину «Введение Иисуса в храм» и зарисовал старую городскую церковь незадолго до её сноса. После безуспешных попыток получить финансовую поддержку он вернулся в Рим через Антверпен и Лондон. В 1876 году принц Альфред I Салм-Сальмский предоставил ему пожизненную ренту.
Надорп, которого считают романтическим немецким художником, вскоре умер в Риме и был похоронен на Тевтонском кладбище рядом с Собором Святого Петра в Ватикане. Всё его имущество было передано принцам Сальм-Сальмским и его до сих пор можно увидеть в музее Вассербург-Анхольт и в приходской церкви Св. Панкратия.

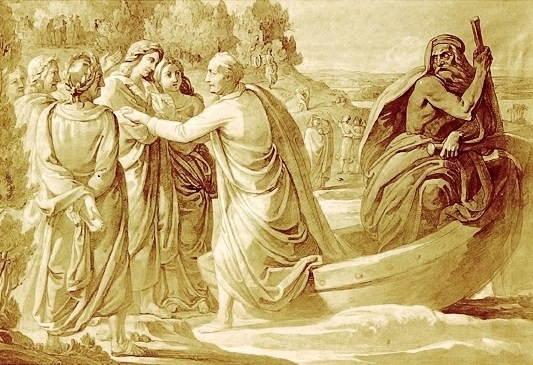
Прибытие Гёте в Элизиум. Бумага, тушь, перо, кисть. Из альбома короля Людвига I
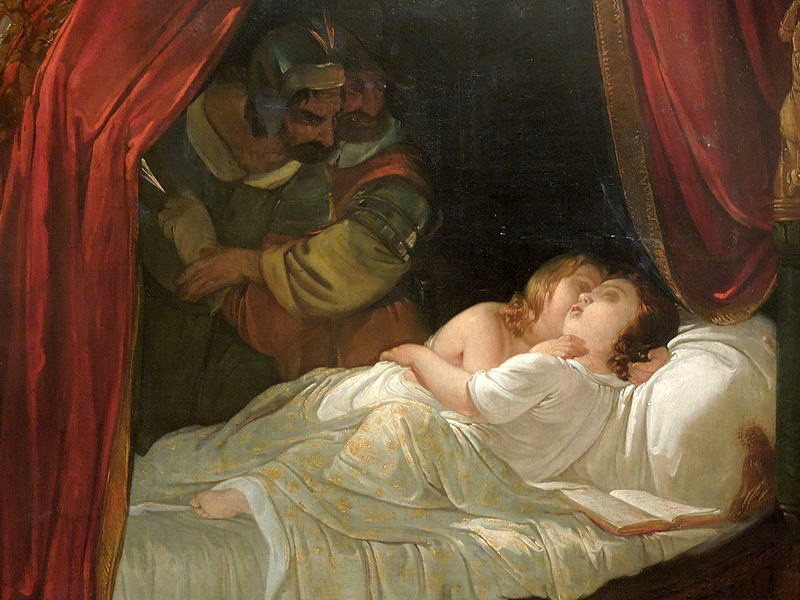
Убийство сыновей Эдуарда IV. Ок. 1836. Холст, масло. Национальная галерея, Прага
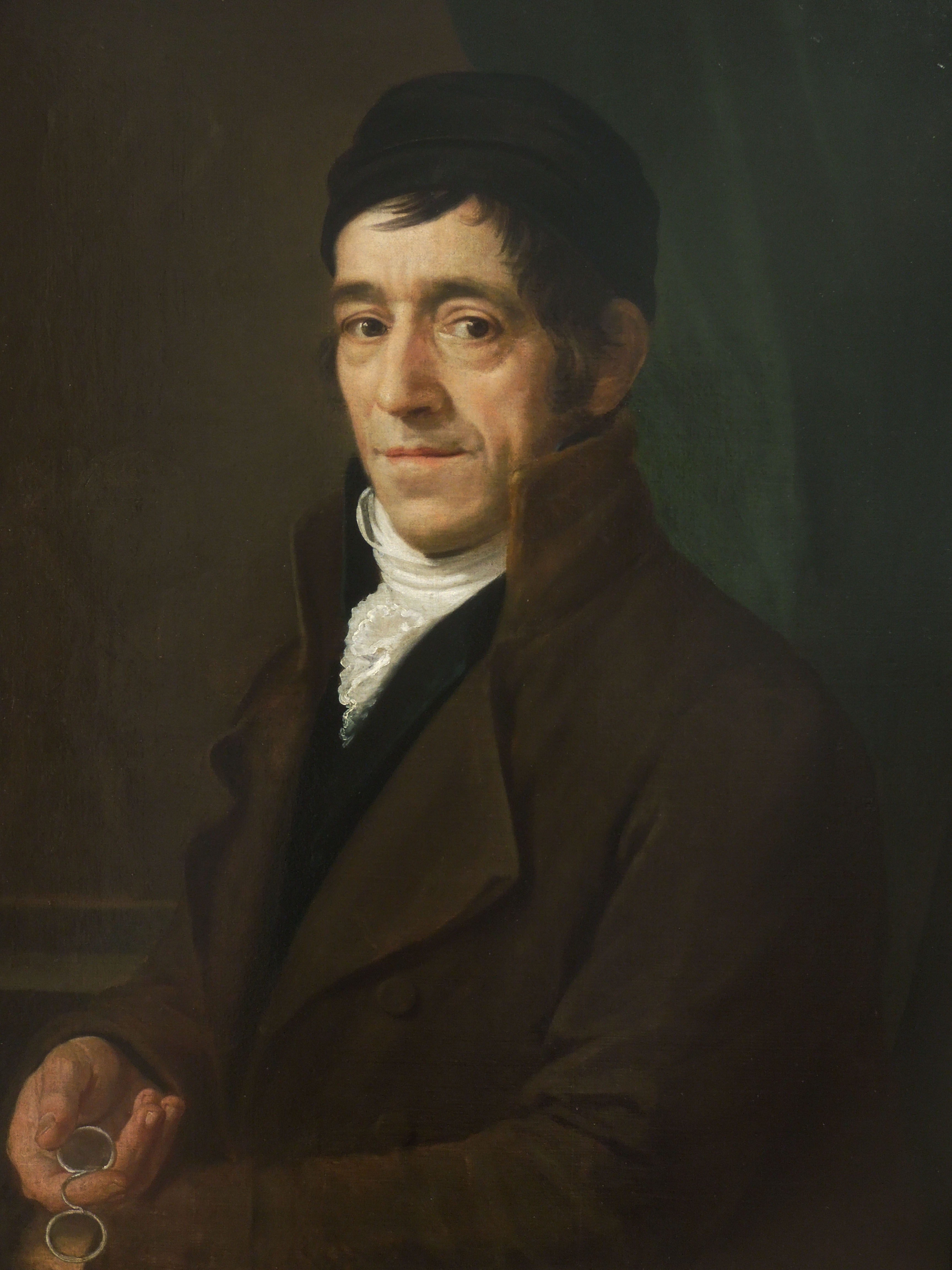
Портрет Йозефа Берглера. 1823. Холст, масло. Национальная галерея, Прага
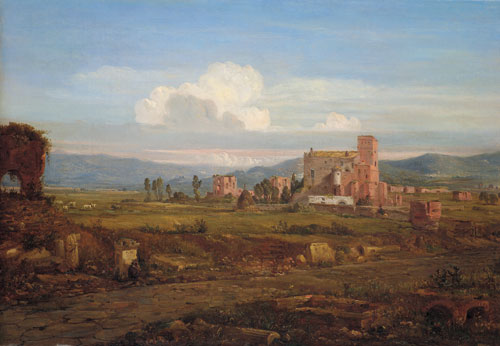
Пейзаж римской Кампаньи. Ок. 1830. Холст, масло. Галерея Бассенге, Берлин
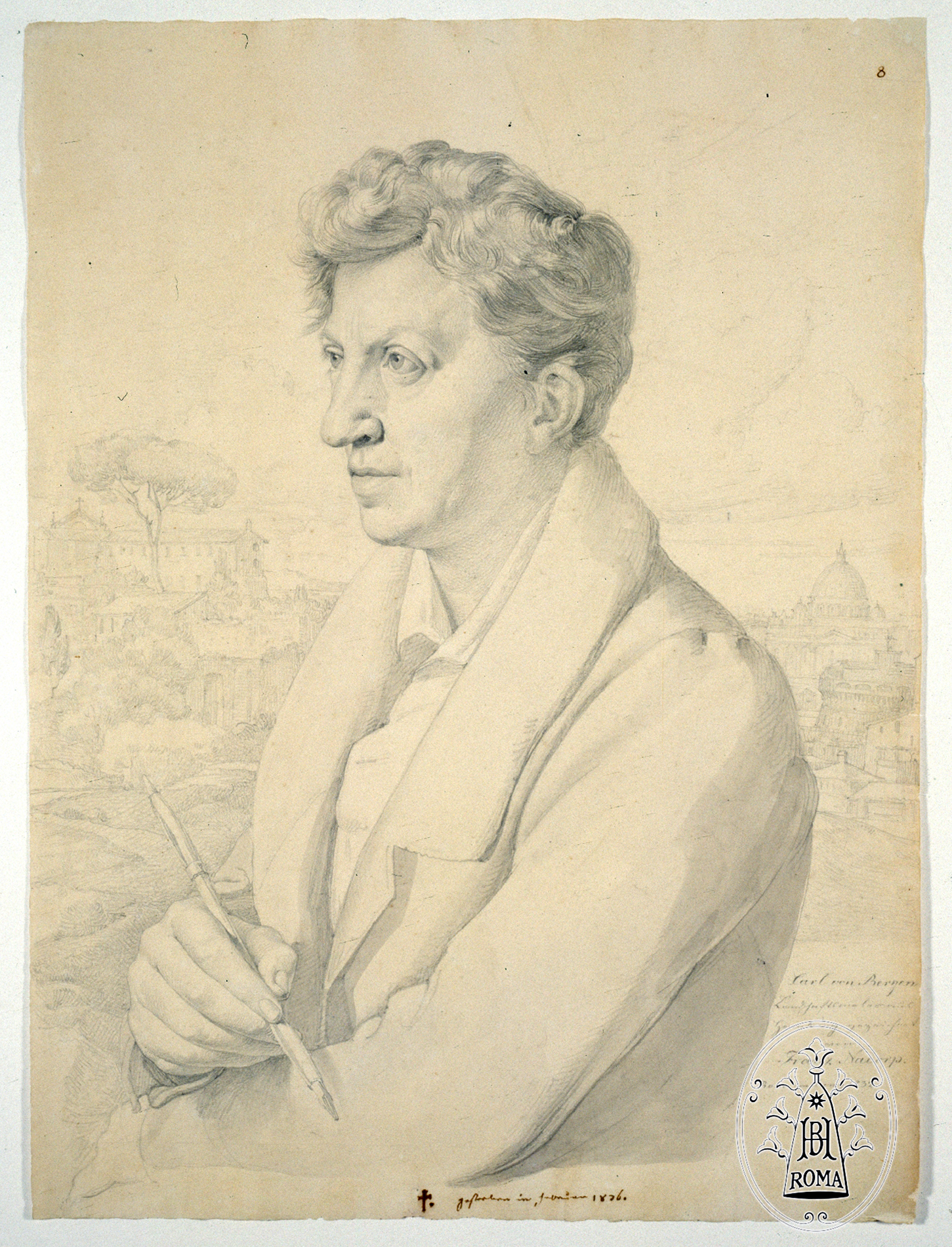
Портрет Карла фон Бергена. 1832. Бумага, карандаш. Библиотека Герциана, Рим